# بتشول أندرسوني
بتشول أندرسوني (الاسم العلمي:Pogostemon andersonii) هو نوع من النباتات يتبع جنس البتشول من الفصيلة الشفوية.